# Вошер, Пол
Пол Дэвид Вошер (род. 11 сентября 1961, США) — христианский проповедник, основатель и координатор миссии HeartCry Missionary Society, офис которой расположен в городе Радфорд (Виргиния).
Окончил Техасский университет по специальности юрист в нефтегазовой сфере. В дальнейшем обучался и получил степень магистра богословия в Юго-западной баптистской Теологической Семинарии. После обучения отправился миссионером в Перу, где прожил 10 лет. В 1988 г. основал миссионерское общество HeartCry. В настоящее время живёт в Радфорде, штат Виргиния, США.
Интервью с Полом Вошером вошло в документальный сериал «Американское Евангелие», в котором утверждается, что христианство было искажено американской культурой.